# Academia.edu
Academia.edu és un portal web, en format de xarxa social, dirigit especialment als investigadors i científics, amb l'objectiu principal de facilitar la seva connexió i ajudar-los a descobrir altres membres amb interessos comuns. Es va posar en marxa el setembre del 2008. La plataforma pot ser utilitzada per compartir articles, monitorar el seu impacte d'accessos o facilitar recerques en camps particulars de coneixement. El portal Academia.edu va ser fundat per Richard Price i Brent Hoberman, entre altres persones.

## Ciència en obert
Academia.edu proclama que és compatible amb els moviments oberts a la ciència o de lliure accés, i en particular pel que fa a la distribució instantània de la investigació, substituint el sistema de revisió per parells tradicional, que alenteix molt la publicació dels treballs, per un altre que es produeix juntament amb la distribució, en lloc d'abans d'ella. En conseqüència, l'empresa va declarar la seva oposició a la proposta (ja retirada) 2011 Research Works Act, la qual hauria evitat que els mandats d'accés obert als EUA.
No obstant això, Academia.edu no és un repositori d'accés obert i no es recomana com una forma de perseguir l'accés obert verd d'acord amb els plantejaments d'experts com Peter Suber i altres, que conviden els investigadors a utilitzar preferentment repositoris específics en un determinat camp o àrea científica, o repositoris d'ús general com, per exemple, Zenodo.

## Recepció
TechCrunch va declarar que Academia.edu dona als investigadors en "una forma poderosa i eficient per a distribuir les seves investigacions", i que això "permetrà als investigadors ser conscients a través d'eines d'anàlisi especialitzades de quants lectors accedeixen als seus articles", a més de "funcionar de manera òptima pel que fa als resultats de recerca a través de Google". Academia.edu reflecteix una combinació entre les normes de les xarxes socials i les normes dels estàndards acadèmics.

## Finançament
El novembre del 2011, Academia.edu va rebre 4,5 milions de dòlars de les empreses Spark Capital i True Ventures. Abans d'aquest fet, va recollir 2,2 milions de dòlars de Spark Ventures i d'un conjunt d'investigadors, entre ells Mark Shuttleworth. El març del 2014, Academia.edu afirma haver recaptat 17,7 milions de dòlars de diverses organitzacions.

## Nom de domini
Academia.edu no és una universitat o institució d'ensenyament superior i, amb els patrons actuals, no comptaria amb els requisits per posseir un domini ".edu". Ara bé, el nom de domini "Academia.edu" va ser registrat el 1999, abans d'existir una regulació que exigís que noms d'aquest tipus de domini fossin destinats a institucions d'ensenyament. Tots els llocs ".edu" registrats abans de 2001 no estan subjectes a la corresponent exigència de ser una institució acadèmica acreditada. En les seves presentacions davant la Comissió de Borsa i Valors, l'empresa utilitza el nom legal Acadèmia Inc.